# Kanelmes
Kanelmes (Poecile davidi) är en tätting i familjen mesar som endast förekommer i Kina.

## Kännetecken

### Utseende
Kanelmes är en medelstor (12-13 cm) fågel med för titor svart hjässa och haklapp samt vita kinder men unikt kanelbrun undersida. Ovansidan är olivtonat mörk, stjärt och vingar mörkt gråbruna med blekare fjäderkanter. Ungfågeln har mer beigefärgade örontäckare, blekare undersida och smalare stjärtpennor.

### Läte
Fågeln har en rätt begränsad lätesrepertoar, med korta "sip", "tsip", "psit" eller hårdare "chit" som ibland förlängs till en tjattrande serie. Sången är ett ljust och stammande "t'sip-zee-zee". Olikt de flesta andra titor saknar den en visslad alternativsång.

## Utbredning och systematik
Kanelmesen återfinns endast i bergstrakter i västra Kina (Hubei till Shaanxi, Gansu och Sichuan). Den behandlas som monotypisk, det vill säga att den inte delas in i några underarter. Tidigare troddes den stå nära balkanmesen eller vitbrynad mes, men DNA-studier visar att den troligen är systerart till en grupp titor som inkluderar entita, hyrkanmes, sikangtita, sichuantita och talltita.

### Släktestillhörighet
Arten placerade tidigare i det stora messläktet Parus. Data från jämförande studier av DNA och morfologi visade att en uppdelning av släktet bättre beskriver mesfåglarnas släktskap varför de flesta auktoriteter idag behandlar Poecile som ett distinkt släkte.

## Levnadssätt
Kanelmesen förekommer i gammal bergsbelägen blandskog på mellan 2135 och 3350 meters höjd där den verkar vara särskilt förtjust i stora, rödbarkade björkar. Liksom andra mesar är den mycket aktiv och ses utanför häckningstid i grupper om fem till tio fåglar. Den födosöker vanligen högt upp i träden, men även på lägre nivåer. Födan är dåligt känd men antas bestå av små ryggradslösa djur, larver och frön. Fågeln häckar åtminstone i maj, då den bygger ett bo av lav som placeras fyra till tio meter ovan mark i ett hål i ett ruttet träd.

## Status och hot
Arten har ett stort utbredningsområde och en stor population, men tros minska i antal, dock inte tillräckligt kraftigt för att den ska betraktas som hotad. Internationella naturvårdsunionen IUCN kategoriserar därför arten som livskraftig (LC). Världspopulationen har inte uppskattats men den beskrivs som inte ovanlig men mycket lokalt förekommande.

## Namn
Kanelmesens vetenskapliga artnamn hedrar franska munken och naturforskaren Armand David. Tidigare kallades den davidmes även på svenska, men justerades 2023 till ett enklare och mer informativt namn av BirdLife Sveriges taxonomikommitté.